# 圣费利塞斯德洛斯加列戈斯
圣费利塞斯德洛斯加列戈斯，是西班牙卡斯蒂利亚-莱昂萨拉曼卡省的一个市镇。 总面积81平方公里，总人口611人（2001年），人口密度8人/平方公里。